# Episodi di Parker Lewis (prima stagione)
La prima stagione della serie televisiva Parker Lewis è stata trasmessa in anteprima negli Stati Uniti d'America dalla Fox tra il 2 settembre 1990 e il 19 maggio 1991.
| nº | Titolo originale                  | Titolo italiano | Prima TV USA      | Prima TV Italia |
| -- | --------------------------------- | --------------- | ----------------- | --------------- |
| 1  | Pilot                             |                 | 2 settembre 1990  |                 |
| 2  | Operation Kubiak                  |                 | 9 settembre 1990  |                 |
| 3  | Power Play                        |                 | 16 settembre 1990 |                 |
| 4  | Parker Lewis Must Lose            |                 | 23 settembre 1990 |                 |
| 5  | Close But No Guitar               |                 | 30 settembre 1990 |                 |
| 6  | G.A.G. Dance                      |                 | 7 ottobre 1990    |                 |
| 7  | Love's a Beast                    |                 | 14 ottobre 1990   |                 |
| 8  | Saving Grace                      |                 | 21 ottobre 1990   |                 |
| 9  | Musso & Frank                     |                 | 28 ottobre 1990   |                 |
| 10 | Deja Dudes                        |                 | 4 novembre 1990   |                 |
| 11 | Radio Free Flamingo               |                 | 11 novembre 1990  |                 |
| 12 | Science Fair                      |                 | 18 novembre 1990  |                 |
| 13 | Teacher, Teacher                  |                 | 2 dicembre 1990   |                 |
| 14 | Rent-A-Kube                       |                 | 16 dicembre 1990  |                 |
| 15 | Heather the Class                 |                 | 13 gennaio 1991   |                 |
| 16 | Jerry: Portrait of a Video Junkie |                 | 3 febbraio 1991   |                 |
| 17 | Splendor in the Class             |                 | 10 febbraio 1991  |                 |
| 18 | The Human Grace                   |                 | 17 febbraio 1991  |                 |
| 19 | Citizen Kube                      |                 | 24 febbraio 1991  |                 |
| 20 | Randall Without a Cause           |                 | 10 marzo 1991     |                 |
| 21 | Jerry's First Date                |                 | 24 marzo 1991     |                 |
| 22 | Against the Norm                  |                 | 7 aprile 1991     |                 |
| 23 | King Kube                         |                 | 28 aprile 1991    |                 |
| 24 | Teens from a Mall                 |                 | 5 maggio 1991     |                 |
| 25 | My Fair Shelly                    |                 | 12 maggio 1991    |                 |
| 26 | Parker Lewis Can't Win            |                 | 19 maggio 1991    |                 |